# 小林香織
小林 香織（こばやし かおり、1981年10月20日 - ）は、日本のジャズ・フュージョンミュージシャン。サクソフォーン奏者、フルート奏者。作曲、編曲、音楽プロデューサー。
神奈川県藤沢市生まれ、東京都育ち。洗足学園音楽大学卒業。父親は写真家の小林稔。

## 略歴
2004年、洗足学園音楽大学ジャズコース卒業。2005年、ビクターエンタテインメントよりアルバム『Solar』でメジャー・デビュー。
2010年、 YouTubeにアップロードされた動画「Nothing’s Gonna Change My Love For You」が世界中で多大なアクセス数を記録。新聞、テレビに取り上げられる。
2012年、タイで『The Most Beautiful Saxophonist in Asia』を受賞。 洗足学園音楽大学ジャズコースの講師に就任。
2018年、キングレコード移籍第一弾となるアルバム『Be myself!』発表。2018 WEC富士（FIA 世界耐久選手権 第4戦 富士6時間耐久レース）の公式BGMに使用される。
その他、台湾、韓国、中国、タイなど海外でもアルバムが発売され、海外公演を多数敢行。
ソロ活動に加え、泉谷しげる、鈴木茂、タケカワユキヒデ、松任谷由実のライブ・サポートも行う。

## アルバム
- 2005年 - Solar、kaori's Collection
- 2006年 - Fine
- 2007年 - Glow
- 2008年 - Shiny
- 2009年 - The Golden Best
- 2009年 - LUV SAX
- 2011年 - Precious
- 2012年 - SEVENth
- 2013年 - Urban Stream
- 2014年 - Spirit
- 2015年 - STORY~The 10th Anniversary~
- 2016年 - Melody
- 2018年 - Be myself!
- 2021年 - Now and Forever

## 譜面集
- 2009年 - Golden Best Score Book
- 2015年 - STORY Officlai Score Book

## 出演

### テレビ番組
- 女優魂（2005年、中京テレビ） - ゲスト・本物の音楽家
- みゅーじん（2006年4月29日・2008年11月9日、テレビ東京）
- 小堺一機のすうぃんぐ人生（2007年 - 2008年、BS朝日） - レギュラーMC
- 美のメロディー・音楽の女神たち（2009年10月3日、NHK BS2）
- 開局10周年記念番組 美女JAZZ（2011年3月13日、BSジャパン）
- J-MELO（2012年3月26日、NHK総合テレビ）
- スッキリ（2011年3月29日、日本テレビ）
- 日曜×芸人（2012年9月30日、テレビ朝日）
- 題名のない音楽会（2014年11月9日、テレビ朝日） - ゲスト

### ラジオ番組
- Jazz in Tokyo（2006年 - 2009年3月、TOKYO FM）- ラジオパーソナリティ
- Changeの瞬間 〜がんサバイバーストーリー〜（2022年7月24日・31日、朝日放送ラジオ）[3][4]